# Acanthopagrus australis
Acanthopagrus australis es una especie de peces de la familia Sparidae en el orden de los Perciformes.

## Morfología
• Los machos pueden llegar alcanzar los 66 cm de longitud total.

## Distribución geográfica
Se encuentra en las  costas del este de Australia (desde Queensland hasta  Victoria ).